# ワンダー・ブギ
「ワンダー・ブギ」は、1979年7月5日に発売された、石野真子の通算6枚目のシングル。

## 解説
- 作詞は、本楽曲で6作連続となる阿久悠が手掛け、作曲は、石野のシングルでは初となる馬飼野康二が手掛けた。
- 曲の導入部「ブギウギシュワッチ、ブギドゥワー」のフレーズは、阿久の書いた元の歌詞には無かったが、作曲者の馬飼野が「頭にインパクトがあるやつが欲しい」として自ら考えて加えた（ビクターの担当ディレクター・関森氏の回想[1]）。「シュワッチ」の部分では、その台詞のオリジナルであるウルトラマンのスペシウム光線の構えが振り付けに取り入れられている。
- ステージでは石野一人ではなく、子供達のバックダンサーに囲まれての歌唱。日本テレビ系音楽番組で歌う際のバックダンサーはザ・バーズの小学生版であるリトル・バーズが担当した。石野を中心に向かって右側に男の子3人と、左側に女の子3人の6人編成。
- 冒頭の間奏部分では、バックダンサーの子供達が突然はしゃぎ回ったりケンカするなどの行動に、石野が子供らに対し「止めなさい、辞めなさい、やめなさーい!」と、3回大声で叫ぶシーンがある（レコードにはこの「セリフ」部分は録音されていない）。また、この部分の別バージョンとしては、フジテレビ系音楽番組『夜のヒットスタジオ』では、子供ではなく[2]ハイティーンの女性がバックダンサーを務めたが、間奏部分でヘナヘナと座り込んでしまい、石野が「ちゃんとやりなさーい!」と注意するパターンもあった。
- 2005年に放送されたTBS系テレビドラマ『H2〜君といた日々』の6話では石野演じる国見 信子が本楽曲をカラオケで歌うシーンがある。
- 当時、石野の野球チーム「PRETTIES」が結成されており、このチームのユニフォーム姿で『夜のヒットスタジオ』に出演し「ワンダー・ブギ」を歌ったことがある。
- 2008年3月26日に発売された歌手デビュー30周年記念CD-BOX『Mako Pack -Premium- 30th Anniversary Special Edition』に、シングルEPのA・B面曲が共に最新デジタル・リマスタリング音源で収録された。

## 収録曲
- 両楽曲とも、作詞：阿久悠／作曲・編曲：馬飼野康二

1. ワンダー・ブギ [4:05]
2. 空とぶお嬢さん [2:47]

## カバー
- ミルク（中村春香） - 2000年2月25日発売のアルバム「OH!スーパーミルクチャン オリジナルサウンドトラック ミルクのカラオケオリンピック!」に収録。

## 関連作品
- GOLDEN☆BEST 石野真子
- Mako Pack -Premium- 30th Anniversary Special Edition
- OH!スーパーミルクチャン